# Waschhaus (Budos)

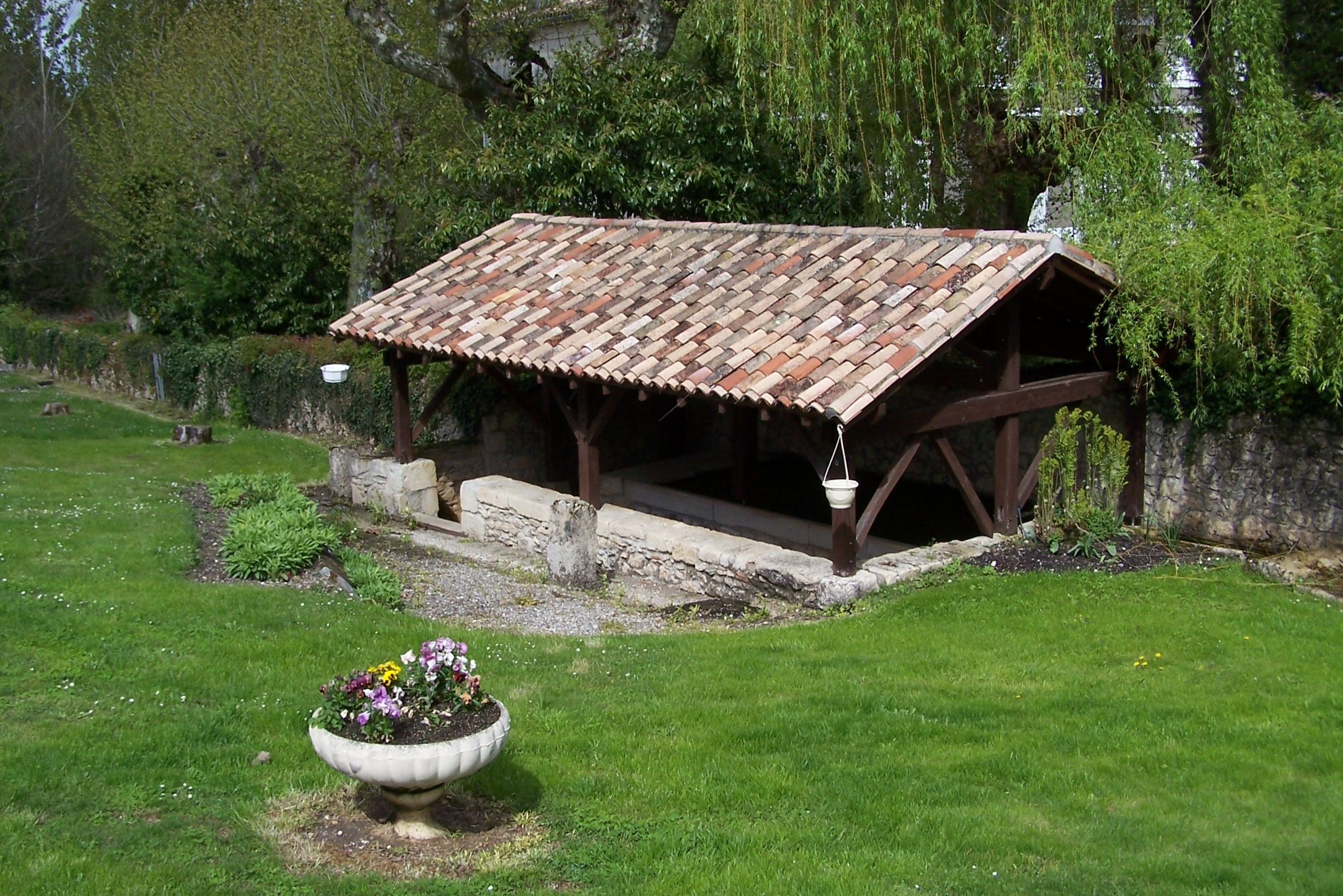
Waschhaus in Budos

Das öffentliche Waschhaus (französisch lavoir) in Budos, einer französischen Gemeinde im Département Gironde in der Region Nouvelle-Aquitaine, wurde im 19. Jahrhundert errichtet.   
Das an drei Seiten offene Waschhaus wird von einer Quelle mit Wasser versorgt. Das Satteldach ist mit halbrunden Dachziegeln gedeckt.